# Кофанов, Фёдор Григорьевич
Фёдор Григорьевич Кофанов (1890—1914) — кубанский казак, герой Первой мировой войны.

## Биография
Родился 29.08.1890 года в станице Переправной, происходил из кубанских казаков.
Образование получил в Владикавказском кадетском корпусе, который окончил в 1908 году (был 1-м фельдфебелем корпуса) и в казачьей сотне Николаевского кавалерийского училища, выпущен в 1911 году хорунжим в 1-й Лабинский полк Кубанского казачьего войска. В том же году находился в Персии, в Тебризе, и в декабре участвовал в боях против персидских фидаев. За боевые отличия был награждён орденом св. Владимира 4-й степени с мечами и бантом.
По возвращении из Персии Кофанов продолжал службу в 1-м Лабинском казачьем полку, в рядах которого выступил на фронт Первой мировой войны. Погиб в бою 23 октября 1914 года. 17 мая 1915 года он был посмертно произведён в сотники и награждён орденом св. Георгия 4-й степени:
За то, что 19-го октября 1914 г., будучи послан с разъездом, забрался в тыл противника и, несмотря на то, что несколько раз был окружён превосходными силами неприятеля, искусным маневрированием и атаками пробился и доставил верные и своевременные сведения о противнике, давшие основания для овладения перевалом к югу от Мысуна; 21 октября, находясь на правом фланге движения отряда, своевременно донёс об обходном маневре противника и сдерживал сотней наступление 2 1/2 сотен неприятеля, когда и пал геройской смертью, сражённый в упор неприятельской пулей.